# Лукаш Бейгер
Лукаш Бейгер (пол. Łukasz Bejger, нар. 11 січня 2002, Ґолюб-Добжинь, Польща) — польський футболіст, центральний захисник клубу «Шльонськ» та Молодіжної збірної Польщі.

## Клубна кар'єра
Лукаш Бейгер народився у місті Ґолюб-Добжинь і грати у футбол починав у місцевому клубі аматорського рівня. У 2015 році Бейгер приєднався до молодіжної команди познаньського «Леха», де провів три роки. 
Влітку 2018 року захисник уклав контракт з англійським клубом «Манчестер Юнайтед». В Англії Бейгер грав у молодіжній команді «МЮ». Також у складі манкуніанців поляк брав участь у Юнацькій лізі для футболістів віком до 19 - ти років.
У січні 2021 року Бейгер повернувся до Польщі, де підписав контракт на 4,5 роки з клубом Екстракласа «Шльонськ» з Вроцлава. 28 лютого футболіст дебютував у складі нового клубу.

## Збірна
Лукаш Бейгер з 2017 року представляв Польщу у складі юнацьких збірних різних вікових категорій. У 2021 році футболіст отримав запрошення до молодіжної збірної Польщі.

## Стиль гри
Лукаш Бейгер є гравцем центральної зони захисту. Але при потребі може зіграти і на фланзі оборони. Саме так він грав за часів свого виступу у складі «Манчестер Юнайтед» та збірної Польщі (U-19).

## Досягнення
- Володар Кубка Словенії (1):

«Целє»: 2024/25